# Sivša
Sivša er en lille landsby i kommunen Usora, Bosnien-Hercegovina . 

## Demografi
Ifølge folketællingen i 2013 var befolkningen 1.295. 
| Etnicitet     | Nummer | Procent |
| ------------- | ------ | ------- |
| kroater       | 1.270  | 98,1 %  |
| serbere       | 9      | 0,7 %   |
| bosniakker    | 4      | 0,3 %   |
| andet/uoplyst | 12     | 0,9 %   |
| Total         | 1.295  | 100 %   |